# Bruno Bourg-Broc

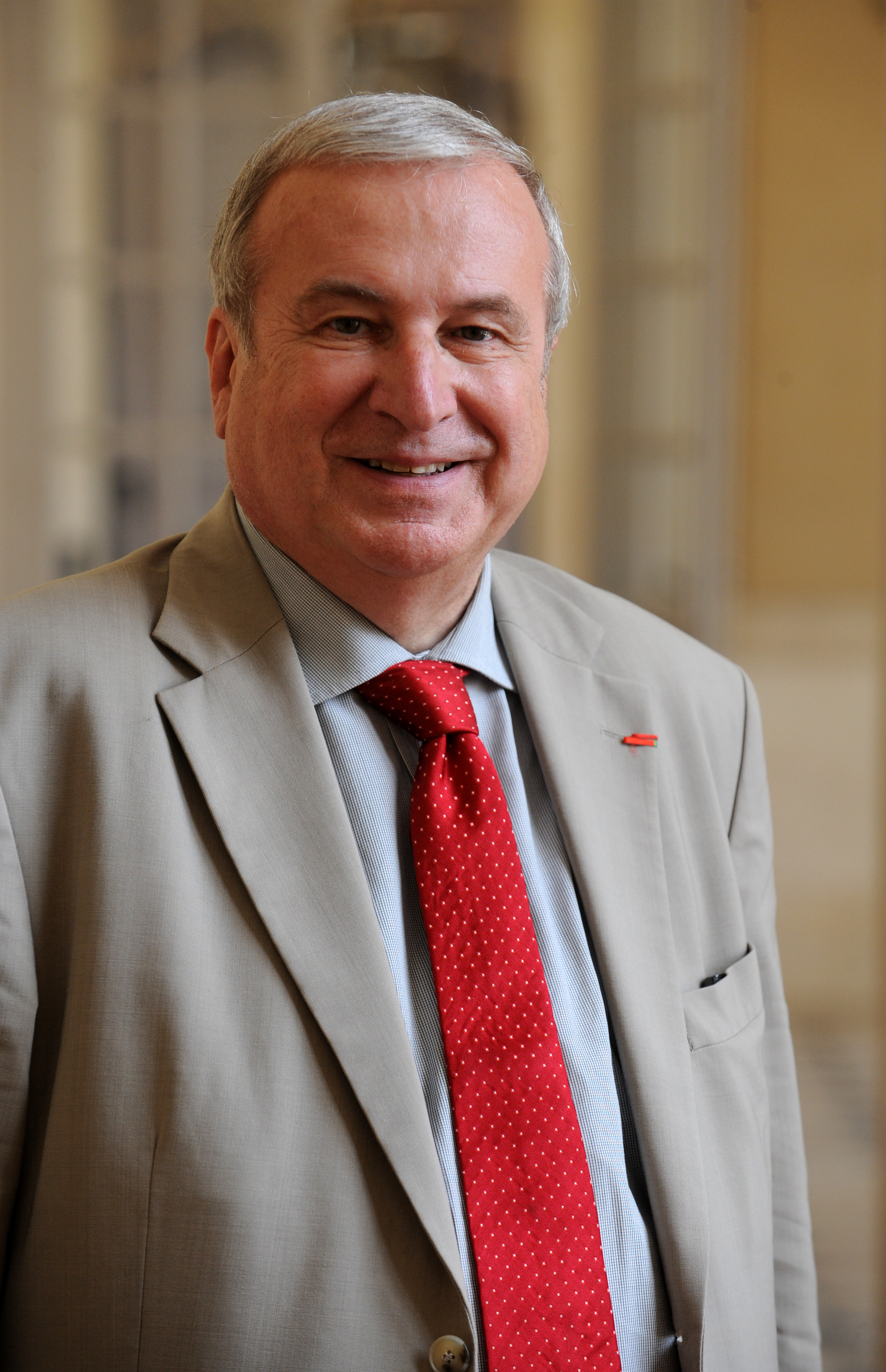
Bruno Bourg-Broc (2016)

Bruno Bourg-Broc (* 25. Februar 1945 in Châlons-sur-Marne) ist ein französischer Politiker. Er war Bürgermeister von Châlons-en-Champagne und für die UMP Abgeordneter in der Nationalversammlung (Assemblée nationale). Er war ferner Präsident des Gemeindezusammenschlusses Châlons-en-Champagne (Communauté d'Agglomération de Châlons-en-Champagne) von 1995 bis 2020 und hat von 2001 bis 2011 dem Verband französischer Städte (Fédération des Villes de France) vorgestanden, dessen Ehrenvorsitzender er weiterhin ist.

## Leben
Bourg-Broc unterrichtete con 1971 bis 1972 Geschichte und Erdkunde am Lycée Pierre Bayen in Châlons-en-Champagne. Anschließend unterrichtete er von 1972 bis 1974 am École nationale supérieure d'arts et métiers. 
Nachdem er nationaler Beauftragter für die Jungen Gaullisten (jeunes gaullistes) war, schlossen sich verschiedene Tätigkeiten in den Kabinettsreferaten von Ministerien während der Regierungen von Pierre Messmer, Jacques Chirac und Raymond Barre von 1973 bis 1981 an. 
Bourg-Broc ist verheiratet und Vater zweier Kinder.

## Politische Ämter

### Nationale Ebene
Am 17. Januar 1982 wurde Bourg-Broc im 3. Wahlkreis Marne für die RPR als Abgeordneter in die Nationalversammlung gewählt. In den folgenden Wahlen 1986 wurde er wiedergewählt. Danach wechselte er in den 4. Wahlkreis Marne, den er ohne Unterbrechung bis in das Jahr 2007 verteidigte. 
Als Abgeordneter war er Vorsitzender des Ausschusses für Kultur, Familie und Soziales (1995 bis 1997), Vorsitzender der Arbeitsgruppe für die Beziehungen mit dem Vatikan sowie Vizepräsident der parlamentarischen Versammlung der Frankophonie. Ebenso leitete er den parlamentarischen Freundschaftskreis mit Deutschland und rief entsprechende Gruppen für Sierra Leone und Haiti ins Leben.
Von 2001 bis 2011 war er Präsident der Fédération des maires des villes moyennes (FMVM, 200 französische Städte mit 20.000 bis 100.000 Einwohnern; heute: Verband Villes de France), deren Ehrenvorsitzender er geblieben ist.
Nachdem er 2007 nicht wieder für das Parlament kandidiert hatte, ernannte ihn Staatspräsident Nicolas Sarkozy zum Verwaltungsratsvorsitzenden des École du Louvre (November 2007). Als er von 2009 bis 2012 erneut in die Nationalversammlung einzog, legte er dieses Amt zur Vermeidung von Interessenkonflikten nieder.

### Lokale Ebene
Bourg-Broc wurde 1995 zum Bürgermeister von Châlons-en-Champagne (vormals Châlons-sur-Marne) gewählt. 2001 und 2008 wurde er wiedergewählt.
An der Spitze der Stadt setzte er sich für die Förderung des Kulturerbes ein (Renovierungsplan für die Fassaden und emblematischen Gebäude der Stadt), für die Renovierung der Straßen im Stadtzentrum und in den Außenbezirken und für eine mutige Kulturpolitik wie die nationale Bühne La Comète, das Nationale Zentrum für Zirkuskünste, das Festival der Furien und das Festival der Musik. Während seiner Amtszeit hat er bedeutende Arbeiten in Angriff genommen: den Bau der öffentlichen Regionalbibliothek Pompidou, die Renovierung des Stadtmuseums, den Umbau des Einkaufszentrums Hôtel de ville und den Bau eines neuen Ausstellungszentrums "Le Capitole-en-Champagne".
Châlons-en-Champagne betreibt eine aktive Städtepartnerschaft mit Neuss am Rhein, deren Pflege sich Bourg-Broc intensiv widmete.

## Ehrungen
Am 3. März 2009 wurde Bourg-Broc Ritter der Ehrenlegion Frankreichs (Légion d’honneur).
Er ist Träger des Bundesverdienstkreuzes 1. Klasse der Bundesrepublik Deutschland und Offizier des Ordens La Pléiade, dem Ehrenorden der Organisation Internationale de la Francophonie.